# Embryons desséchés
Gli Embryons desséchés (Embrioni disseccati) sono una composizione musicale parodistica per pianoforte di Erik Satie, scritta nel 1913. Furono composti di getto nel corso di cinque giorni (30 giugno-4 luglio) e dedicati a Suzanne Roux, Édouard Dreyfus e Jane Mortier. Il compositore francese prende di mira gli imitatori senza talento dei grandi maestri, che paragona a embrioni di organismi come il cetriolo di mare (oloturia) e certi crostacei.

## Struttura
Gli Embryons desséchés si compongono di tre movimenti.
1. d'Holothurie (Allez un peu). Ispirato ai classici, mescola stili diversi e intende graffiare in tutte le direzioni. Include una coda definita «grandiose» che consiste, in realtà, nella ripetizione insistente dello stesso accordo fondamentale per ben diciotto volte.[2]
2. d'Édriophthalma (Sombre). Si segnala per la parodia del trio della marcia funebre di Chopin, banalizzato con una melodia che procede per gradi congiunti, arpeggi ridotti in estensione nel basso e il trasporto nella scontata tonalità di do maggiore. Irriverente, Satie chiama il brano «mazurca di Schubert», ma l'oggetto della sua satira non è il capolavoro di Chopin (uno dei suoi autori preferiti), bensì piuttosto il simbolo d'arte «borghese» che esso è divenuto, oppure il Romanticismo in genere.[2][4][5][6]
3. de Podophthalma (Un peu vif). Distorce il ritornello della Chanson de l'orang-outan tratta dall'operetta La Mascotte di Audran e presenta a sua volta una coda che insiste sull'accordo di tonica imitando il finale dell'Ottava di Beethoven.[4][5]